# Habitatges al carrer Sant Pere, 73 i 77 (Vic)
Els habitatges al carrer Sant Pere, 73 i 77, de Vic (Osona), són un conjunt eclèctic inclòs a l'Inventari del Patrimoni Arquitectònic de Catalunya.

## Descripció
Al número 73 del carrer Sant Pere hi ha una casa mitgera de planta baixa i dos pisos, coberta a dues vessants amb teula àrab. A la planta s'hi obre un portal rectangular amb ornaments arrebossats, motiu que es repeteix en totes les obertures. A la part dreta s'hi obre una finestra que coincideix amb el nivell del primer pis (potser és una finestra a l'escala). Obeint a la gradació d'obertures segons l'alçada al segon pis hi ha una finestra més petita. El ràfec és amb cornisa i voladís. L'estat de conservació és força bo.

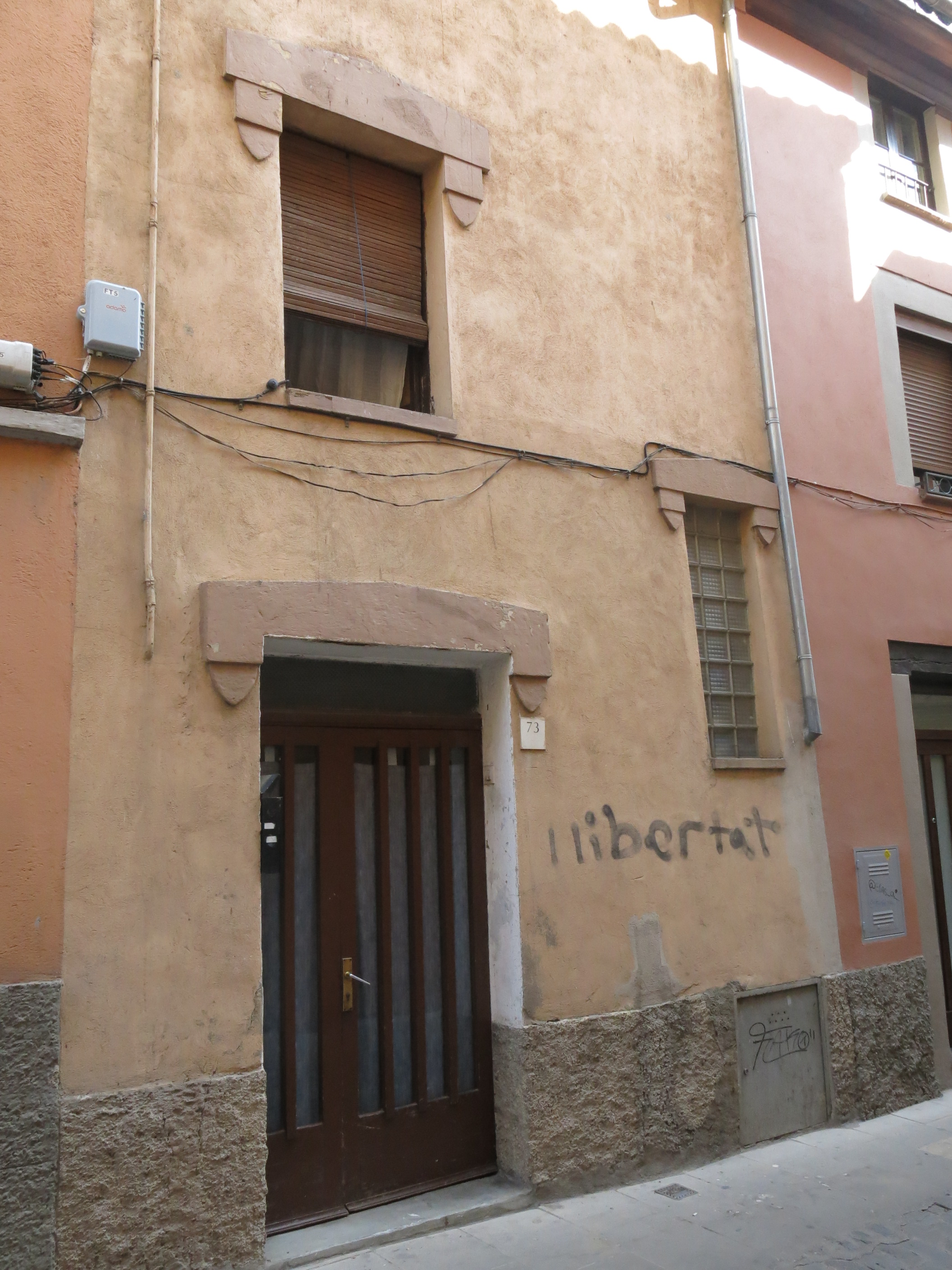
Habitatge del número 73

Al número 77 hi ha una casa mitgera que consta de planta baixa i dos pisos, coberta a dues vessants amb teula àrab. A la planta s'hi obre un portal rectangular amb llinda decorada amb estuc. Al primer pis i el segon pis hi ha gradació en les obertures que disminueixen amb l'alçada. Pel que fa les finestres, dir que totes elles tenen ampits decorats amb rajola i les llindes també, les quals són protegides per trencaaigües. El límit de la casa és decorat també amb estuc que descriu formes vegetals. El ràfec forma una mena de cornisa. L'estat de conservació és mitjà, tort i que caldria una pintada i restaurar la rajola, ja que aquesta amenaça caure.

## Història
L'edifici del número 73 té un valor relatiu però és important dins el context i per tractar-se d'una obra del segle xix realitzada pels mestres d'obres locals, dels quals no se'n coneix el nom. L'edifici primitiu del número 77 devia ser anterior al segle xviii, i fou reformada al segle xix i el 1931 M. Gausa va fer una reforma per a la ventilació dels soterranis.
Situat a l'antic raval del carrer Sant Pere, el creixement del qual fou degut a la creació d'obres públiques i assistencials. En aquest sentit, el rei Jaume I, al 1245, hi estableix una orde de mercedaris i el mateix monarca mana desplaçar l'antic camí de Barcelona del carrer de Sant Francesc al carrer de Sant Pere, això portà a la construcció del pont Pedrís damunt el riu Mèder. Al segle xiv s'hi instal·laren els primers edificis de l'hospital que al segle xvi culminarien amb l'edifici actual. Al segle xviii s'hi construí l'actual església dels Trinitaris. El carrer Sant Pere sembla viure d'esquena a la modernització i restauració dels altres nuclis urbans.